# Hristina Sampanidou
Hristina Sampanidou (* 5. Dezember 1988 in Remscheid) ist eine serbisch-griechische in Deutschland geborene Fußballspielerin.

## Karriere

### Verein
Sampanidou startete ihre Karriere 1997 bei TuRa Wermelskirchen. Nach vier Jahren in den Jugendteams von Wermelskirchen wechselte sie 2001 zur C-Jugend des TG Hilgen 04. 2004 verließ sie Deutschland und startete in Griechenland ihre Seniorenkarriere. In ihren drei Jahren für PAOK Thessaloniki spielte sie 67 Spiele und erzielte zwei Tore, in dieser Zeit gewann sie auch zwei Meisterschaften. Im Sommer 2007 wechselte sie nach Serbien zum ŽFK Mašinac PZP Niš.
Sampanidou machte für Niš 74 Spiele und erzielte drei Tore, bevor sie im Juni 2010 zu Bayer 04 Leverkusen wechselte. Nachdem sie verletzungsbedingt zu keinem Einsatz in der deutschen Bundesliga gekommen war, kehrte sie am 5. Oktober 2010 zu ŽFK Mašinac zurück.

### Nationalmannschaft
Sampanidou ist ehemalige serbische U-19-Nationalspielerin und gehört seit 2007 zur A-Nationalmannschaft Serbiens.

## Persönliches
Ihr Vater Dimitris war Profi-Fußballspieler beim PAOK Thessaloniki und ihre Mutter Susanne (Suzana) ist ehemalige serbische Handballspielerin. Nachdem sie 2004 ihren Realschulabschluss an der Städtischen Realschule Wermelskirchen gemacht hatte, begann sie nach ihrem Wechsel nach Griechenland ihr Abitur an der 5 T.E.E. Stavroupolis in Thessaloniki. Seit 2010 studiert sie Sport auf Lehramtsbasis an der Fakultet sporta i fizickog vaspitanja Nis in Niš.

## Erfolge
- 2010: Prva Zenska Liga[10]